# Filot
Filot (en wallon Fîlo) est une section de la commune belge de Hamoir, située en Région wallonne dans la province de Liège.
C'était une commune à part entière avant la fusion des communes de 1977.

## Géographie

### Description
Le village a été construit sur une colline descendant progressivement vers le sud. Filot est un très beau village de caractère aux maisons, fermes et fermettes en pierre calcaire assez bien conservées. Le noyau ancien du village est assez concentré et se situe autour de la place du Tilleul où aboutissent la rue de Godinry, la rue de la Grange, la rue de Logne, la rue des Grands Champs et en Strée. Située au sommet de la rue de la Grange, l'église Saint-Félix occupe la partie haute du village.
L'altitude maximum est 350 m et se situe au sud du château d'eau de Xhoris. La partie centrale de l'ancienne commune de Filot est occupée par des prairies et des champs tandis que les extrémités ouest (vers Hamoir) et est (vers My) sont couvertes de bois.

### Localisation
Le village de Filot se situe à la limite de la Calestienne (sous-région calcaire de la Famenne) et de l'Ardenne. La majeure partie du village (partie ouest) fait partie de la Calestienne. La présence de plusieurs chantoirs indique la limite de ces deux régions géologiques.
Les villages limitrophes de Filot sont : au nord : Comblain-la-Tour, au nord-est: Xhoris, au sud-est : Ville et Ferrières, au sud : My, au sud-ouest : Vieuxville et Sy, à l'ouest : Hamoir et au nord-ouest : Fairon.
Filot est traversé par la N66 qui relie Huy à Malmedy tandis que la N86 qui va d'Aywaille à Marche-en-Famenne passe à l'est du village dans une zone presque entièrement recouverte de bois et ne comptant qu'une seule habitation anciennement nommée l'hôtel des Chasseurs.
Un seul hameau se trouve sur l'ancienne commune de Filot : Insegotte avec ses fermes, son ancien moulin, son étang, ses chantoirs et son château où séjourna le roi Léopold II.

## Démographie
- Sources:INS, Rem:1831 jusqu'en 1970=recensements, 1976= nombre d'habitants au 31 décembre

## Histoire
Le village est cité dans un acte de donation de 895, faisant partie du comté de Logne et ainsi dépendant de la Principauté de Stavelot-Malmedy depuis 902. Cette situation perdure jusqu'en 1795. Ensuite, le village est repris dans le département de l'Ourthe sous le régime français jusqu'en 1815.

## Patrimoine et culture

### Patrimoine architectural et sites

#### Église Saint-Félix
L'église Saint-Félix se situe sur les hauteurs du village, placée à l'arrière d'habitations de la rue de la Grange. On y accède par une entrée grillagée entre deux maisons. L'édifice en pierre calcaire possède une tour trapue de trois niveaux et date vraisemblablement du XVIe siècle.

#### Maison Senny
La maison Senny, sise place du Tilleul, n°3 est reprise sur la liste du patrimoine immobilier classé de Hamoir.

#### Fermes et fermettes
De nombreuses anciennes fermes et fermettes en pierre calcaire forment le noyau ancien du village et sont reprises à l'inventaire du patrimoine culturel immobilier de la Wallonie. Parmi celles-ci, les plus remarquables sont situées :
- au no 2 de la place du Tilleul, importante ferme en U datée de 1735 bâtie en pierre calcaire comprenant un corps de logis de six travées sur deux niveaux et des granges et étables avec deux portes charretières, ancienne propriété de la famille Biron dont plusieurs membres furent bourgmestres de Filot au XVIIIe siècle[2],
- aux nos 33-35-37 de la rue de Logne, ferme datée de 1731 et ancienne possession du chapitre de Stavelot[3],
- aux nos 36-38  de la rue de Logne, logis d'origine de la première moitié du XVIIe siècle[4],
- au no 1 de la rue Chienrue, fermette en long derrière une cour et grange à colombages,
- au no 6 en Strée, fermette de la seconde moitié du XVIIIe siècle,
- au no 13 en Strée, placés perpendiculairement à la voirie, grange en grès ferrugineux (de couleur brune) avec porte charretière datée de 1881 et corps de logis du XVIIIe siècle en moellons de pierre calcaire[5],
- aux nos 8 et 10 de la rue de la Grange, maisons mitoyennes du XVIIIe siècle à l'arrière d'une cour, en retrait de la rue,
- au no 12 de la rue de la Grange, l'ancienne Grange à la Dîme qui appartenait aux moines de Stavelot, vraisemblablement réalisée au cours du XVIIIe siècle, bâtiment en long placé perpendiculairement à la voirie[6],
- au no 19 de la rue de la Grange, ancienne fermette du XVIIIe siècle en pierre calcaire et grange en grès ferrugineux dans sa partie supérieure avec porte charretière datée de 1863[7],
- au no 7 de la rue de Godinry, ancienne fermette avec corps de logis en pierre calcaire vraisemblablement bâti au XVIIIe siècle et anciennes étable et grange en grès ferrugineux avec porte charretière en anse de panier datée de 1896 sur la clé de voûte[8].

#### Autres curiosités
Plusieurs croix sont répertoriées au sein du village et aux alentours (croix Grimbiémont, du Curé).
Une ancienne pompe à eau se trouve sur la place du Tilleul.

### Culture
L'ancienne école est devenue maison de village où se tiennent diverses rencontres et manifestations.

## Enseignement
L'école communale de Filot se situe au no 11 de la rue des Grands Champs.

## Galerie d'images

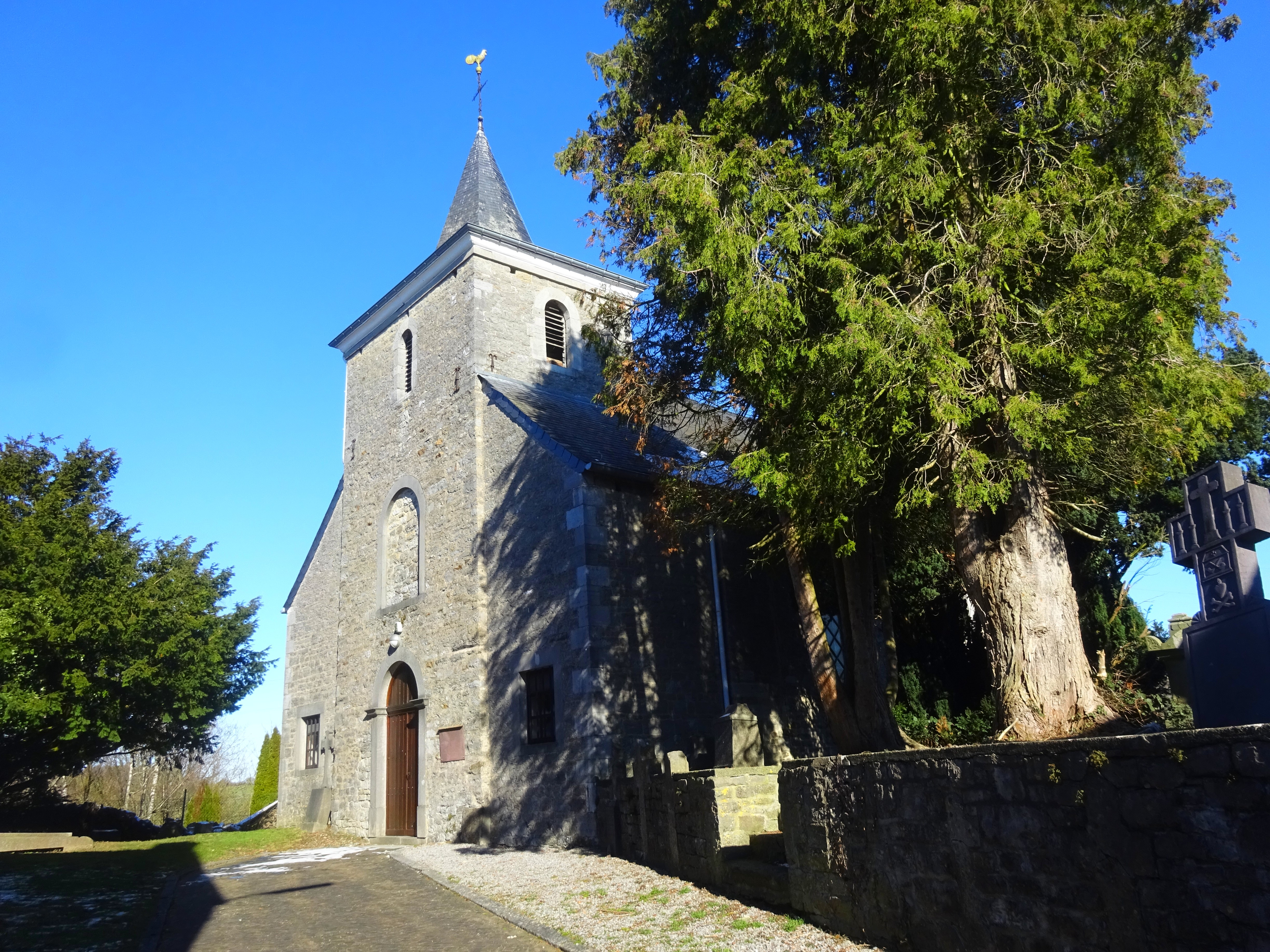
L'église Saint-Félix de Filot.
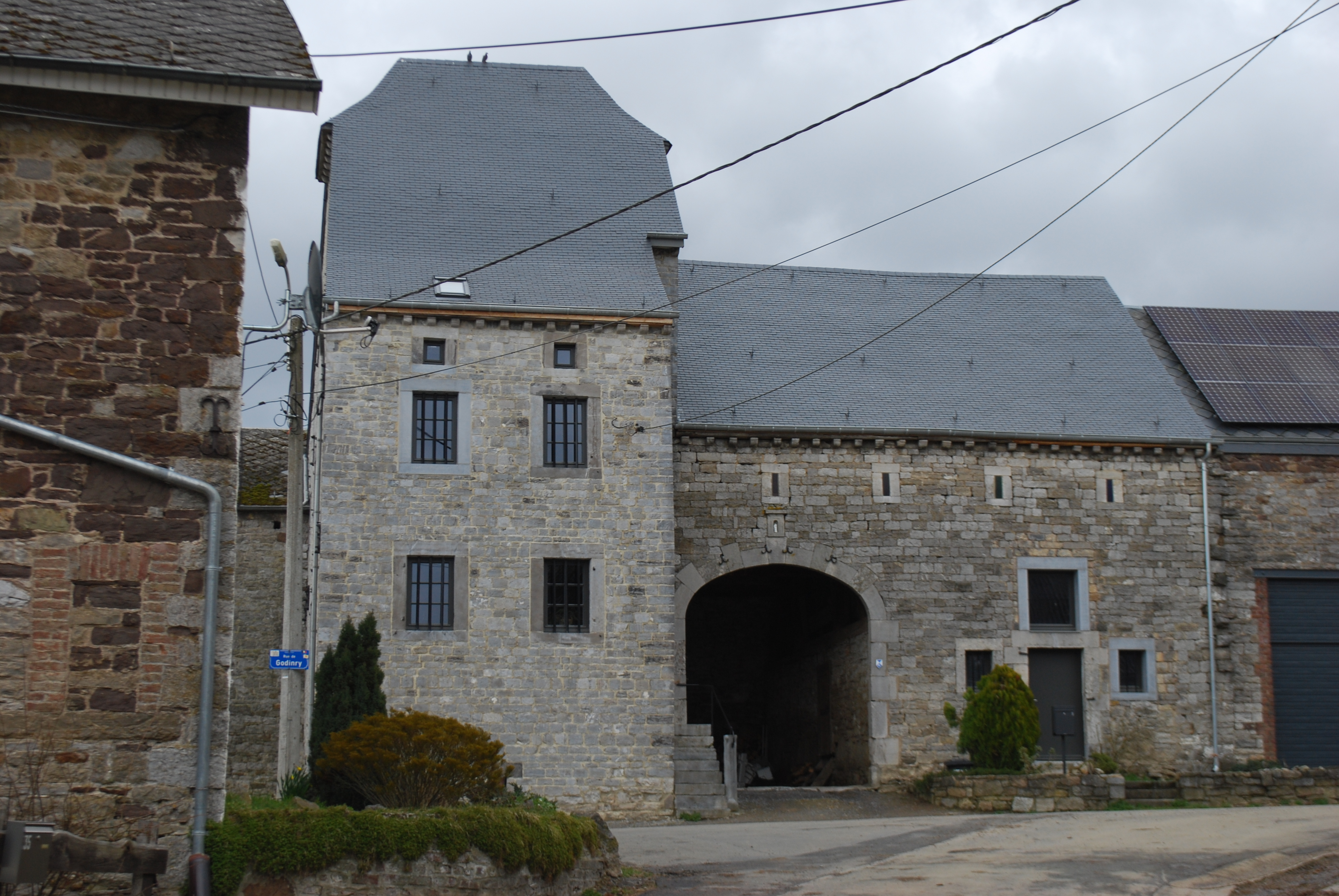
La maison Senny.
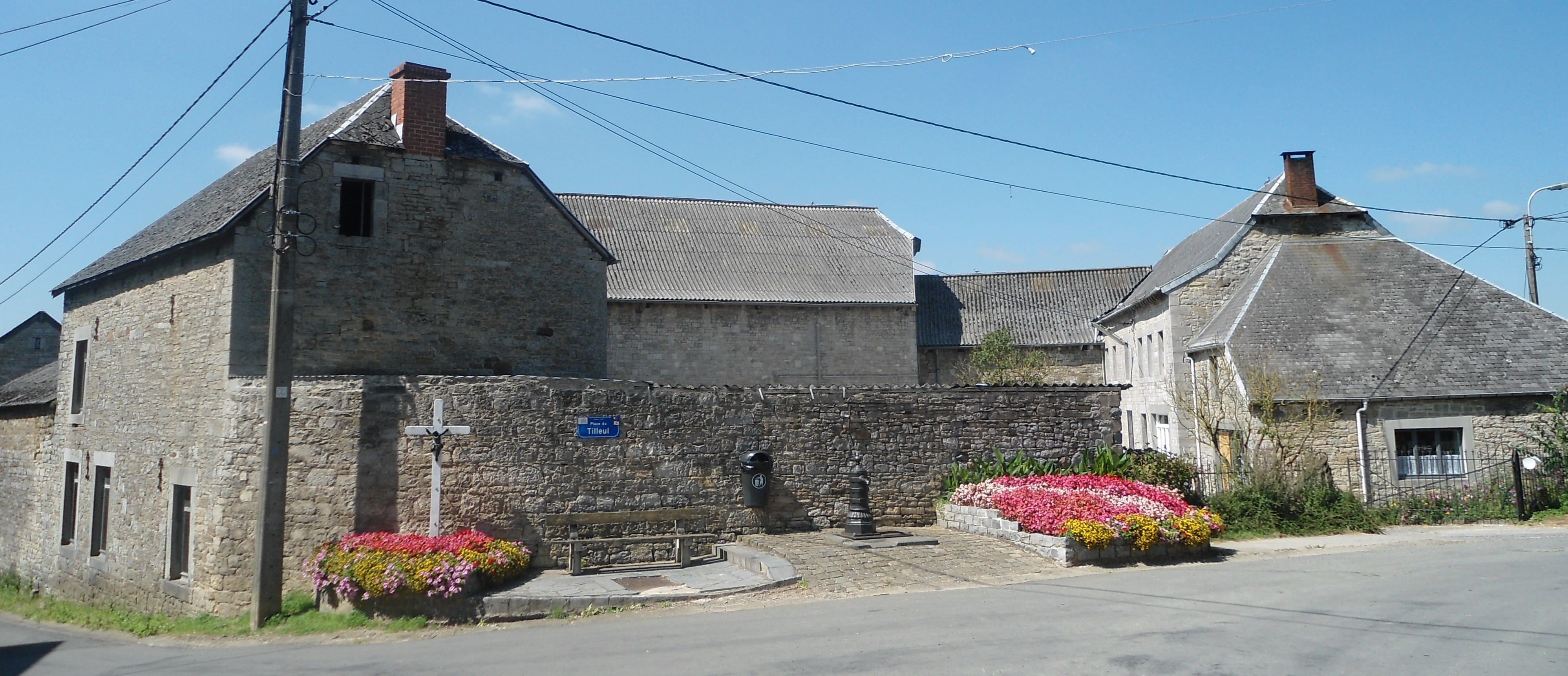
La place du Tilleul et la ferme située au n°2.
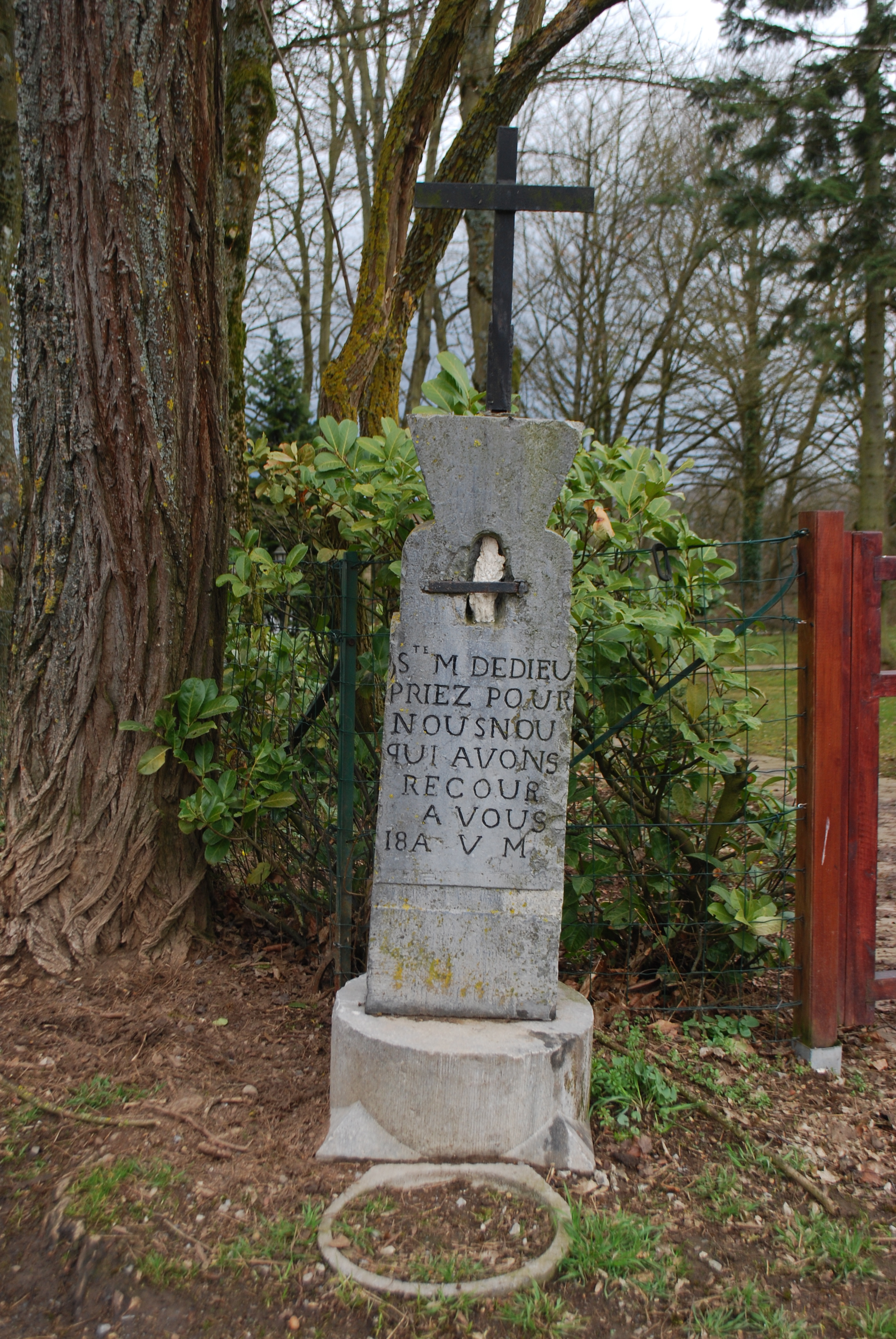
Croix à Filot, rue des Grands Champs.
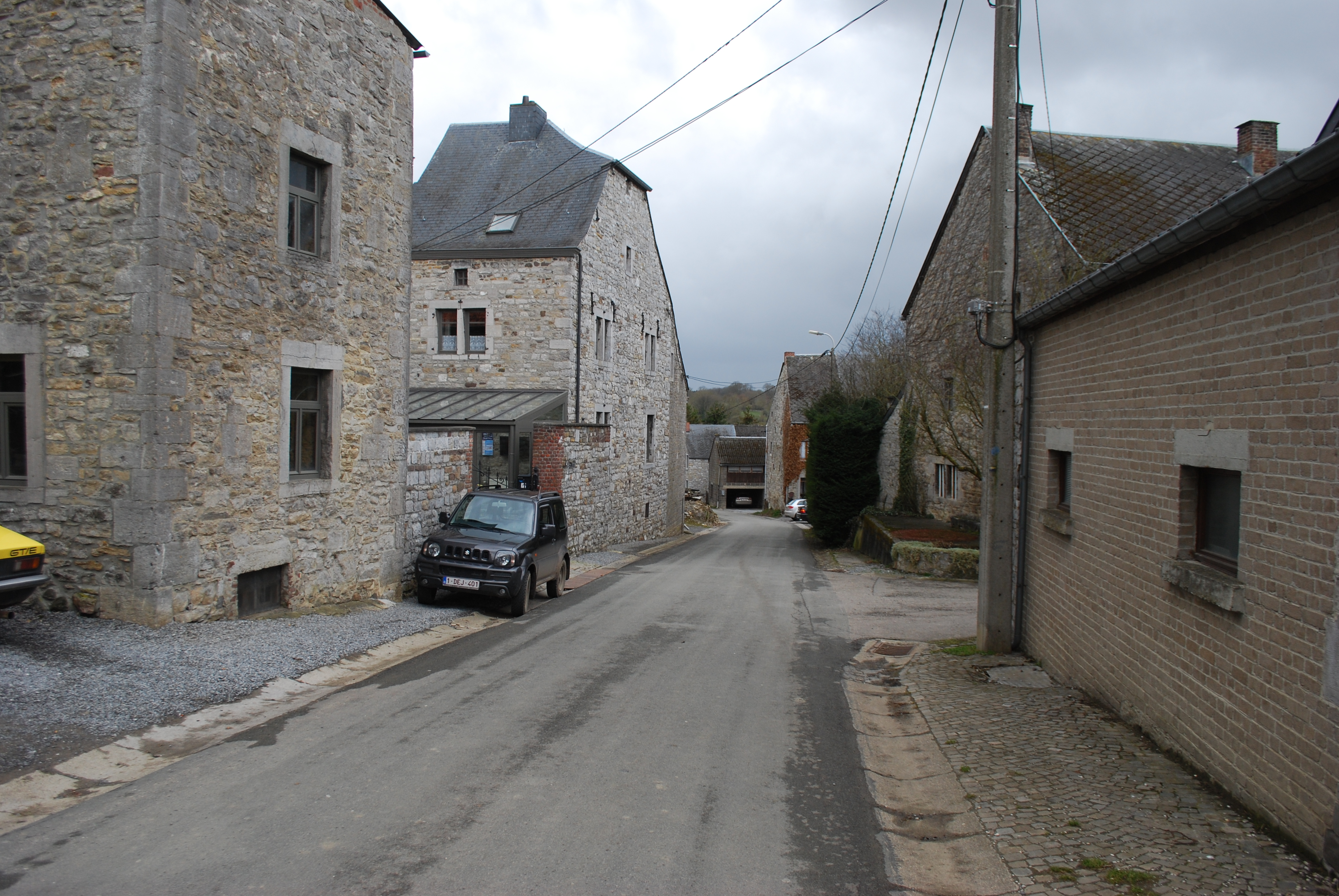
La rue de Logne.
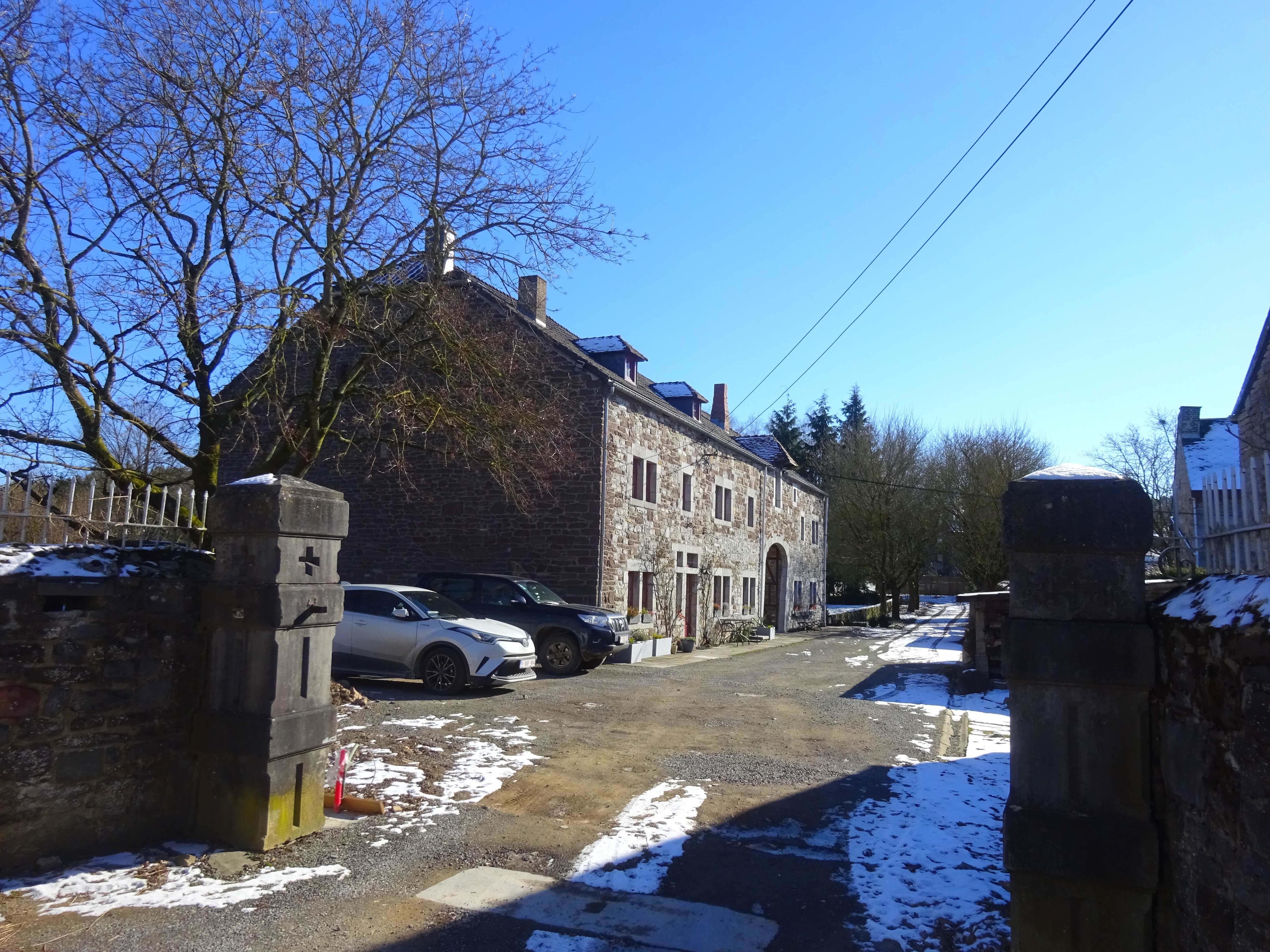
L'ancienne grange à la dîme.

## Économie
Filot compte, entre autres, un chenil, deux manèges et une piste d'aéromodélisme.

## Personnalités
- L'abbé Debatty (1882-1957), curé à Filot et inhumé au cimetière du village fut un des fondateurs du Standard de Liège.
- Le musicien et compositeur Edouard Senny est né à Filot (1923-1980).
- L'écrivain René Henoumont (1922-2009) évoque souvent le village de Filot qui sert de décor à plusieurs de ses œuvres. Depuis 2021, une rue du village porte son nom[9].
- Isabelle Mathieu, habitant à Filot, est l'auteur de "La Table par Sept" (Tome 1 et 2) et de "Le Regard Perdu".